# The Chainsmokers/Auszeichnungen für Musikverkäufe

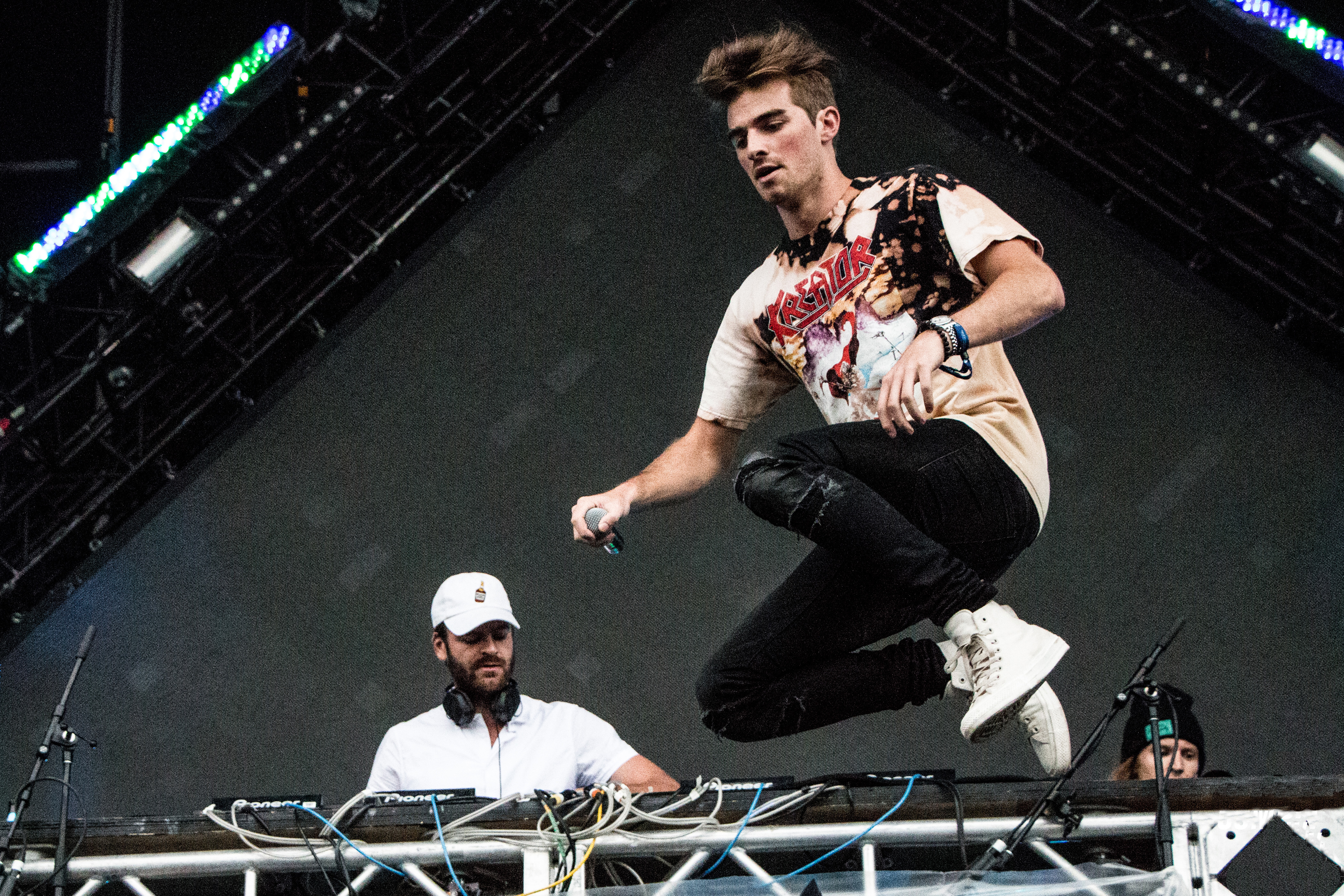
The Chainsmokers (2016)

Dies ist eine Übersicht über die Auszeichnungen für Musikverkäufe des US-amerikanischen DJ-Duos The Chainsmokers. Die Auszeichnungen finden sich nach ihrer Art (Gold, Platin usw.), nach Staaten getrennt in chronologischer Reihenfolge, geordnet sowie nach den Tonträgern selbst, ebenfalls in chronologischer Reihenfolge, getrennt nach Medium (Alben, Singles usw.), wieder.

## Auszeichnungen
| - Vereinigtes Königreich - 2014: für die Single #Selfie - 2017: für die Single All We Know - 2018: für das Album Collage - 2018: für die Single Sick Boy - 2020: für die Single This Feeling - 2020: für die Single Call You Mine - 2021: für die Single Takeaway - 2023: für das Album Sick Boy - 2024: für die Single Addicted - Australien - 2017: für die Single The One - 2018: für das Album Memories…Do Not Open - 2018: für die Single Somebody - 2018: für die Single Honest - 2018: für die Single Inside Out - 2018: für die Single Side Effects - 2019: für die Single Hope - 2020: für das Album World War Joy - Belgien - 2016: für die Single Roses - 2018: für die Single Sick Boy - 2020: für die Single Takeaway - 2024: für die Single Jungle - 2024: für die Single Addicted - Brasilien - 2023: für das Album Memories…Do Not Open - 2023: für die Single Everybody Hates Me - 2023: für die Single Setting Fires - 2024: für die Single Beach House - 2024: für die Single High - 2024: für die Single You Owe Me - 2024: für die Single Do You Mean - 2024: für die Single #Selfie - Dänemark - 2019: für die Single All We Know - 2020: für die Single Who Do You Love - 2022: für das Album Sick Boy - 2022: für die Single Takeaway - 2024: für das Album World War Joy - 2025: für die Single Call You Mine - Deutschland - 2022: für die Single Takeaway - 2023: für die Single #Selfie - Frankreich - 2017: für die Single All We Know - 2017: für die Single It Won’t Kill Ya - 2022: für die Single Takeaway - Italien - 2017: für die Single The One - 2019: für die Single Sick Boy - 2021: für die Single Takeaway - Japan - 2022: für das Streaming Closer (Tokyo Remix) - Kanada - 2017: für die Single Inside Out - 2018: für die Single Everybody Hates Me - 2019: für die Single You Owe Me - 2020: für die Single Do You Mean - 2022: für die Single High - Mexiko - 2019: für die Single Who Do You Love - 2019: für das Album Memories…Do Not Open - 2019: für die Single Sick Boy - 2020: für die Single This Feeling - 2020: für die Single Takeaway - 2020: für die Single Call You Mine - Neuseeland - 2015: für die Single #Selfie - 2017: für die Single Setting Fires - 2019: für die Single Somebody - 2020: für das Album Sick Boy - 2021: für das Album World War Joy - Niederlande - 2017: für die Single Paris - Österreich - 2016: für die Single Roses - 2017: für die Single Paris - 2018: für die Single Sick Boy - Polen - 2019: für die Single Everybody Hates Me - 2019: für die Single This Feeling - 2019: für die Single Who Do You Love - 2020: für die Single Call You Mine - 2020: für das Album Sick Boy - 2023: für die Single Hope - 2023: für die Single Takeaway - Schweiz - 2017: für die Single All We Know - 2017: für die Single Paris - 2018: für die Single Sick Boy - 2019: für die Single Takeaway - Spanien - 2016: für die Single Roses - 2025: für die Single Addicted - Vereinigte Staaten - 2017: für das Album Bouquet - 2018: für die Single Setting Fires - 2018: für die Single The One - 2018: für die Single Until You Were Gone - 2019: für die Single Somebody - 2019: für die Single Side Effects - 2019: für die Single Honest - 2019: für die Single Inside Out - 2020: für das Album Sick Boy - 2020: für das Album World War Joy - 2020: für die Single Hope - 2022: für die Single New York City - 2022: für die Single Young - 2023: für die Single High - 2024: für die Single Everybody Hates Me - Vereinigtes Königreich - 2019: für das Album Memories…Do Not Open - 2025: für die Single Who Do You Love | - Australien - 2014: für die Single #Selfie - 2018: für die Single Sick Boy - 2018: für die Single Setting Fires - 2019: für die Single Call You Mine - 2019: für die Single Takeaway - 2020: für die Single The Reaper - Belgien - 2017: für die Single Paris - Brasilien - 2023: für das Album Sick Boy - 2023: für das Album World War Joy - 2023: für die Single Hope - 2023: für die Single Side Effects - 2023: für die Single Somebody - 2024: für die Single Jungle - Dänemark - 2014: für das Streaming #Selfie - 2021: für die Single Sick Boy - 2023: für das Album Memories…Do Not Open - 2024: für die Single Roses - Deutschland - 2023: für die Single Roses - 2023: für die Single Sick Boy - Frankreich - 2017: für die Single Paris - 2023: für das Album Memories…Do Not Open - Griechenland - 2023: für die Single Something Just Like This - 2025: für die Single Addicted - Italien - 2015: für die Single #Selfie - 2017: für die Single All We Know - 2024: für das Album Memories…Do Not Open - Japan - 2021: für das Streaming Closer - 2024: für das Streaming Something Just Like This - Kanada - 2014: für die Single #Selfie - 2018: für die Single Setting Fires - 2018: für die Single Sick Boy - 2018: für die Single Somebody - 2019: für das Album Sick Boy - 2019: für die Single Hope - 2019: für die Single Side Effects - 2019: für die Single Takeaway - 2020: für die Single Call You Mine - 2023: für die Single Until You Were Gone - 2024: für das Album World War Joy - Mexiko - 2020: für die Single Something Just Like This - Neuseeland - 2017: für die Single All We Know - 2019: für die Single Who Do You Love - 2020: für die Single Sick Boy - 2020: für die Single Call You Mine - 2022: für die Single Takeaway - 2023: für die Single Hope - 2025: für das Album Bouquet - Niederlande - 2016: für die Single Closer - 2016: für die Single Roses - Norwegen - 2016: für die Single Roses - 2018: für das Album Memories…Do Not Open - 2020: für die Single Call You Mine - Österreich - 2016: für die Single Don’t Let Me Down - 2017: für die Single Closer - 2017: für die Single Something Just Like This - Polen - 2019: für die Single Sick Boy - 2020: für die Single Side Effects - 2023: für die Single Paris - 2023: für das Album Memories…Do Not Open - 2024: für die Single Jungle - Portugal - 2017: für die Single Paris - Schweden - 2018: für das Album Memories…Do Not Open - Schweiz - 2016: für die Single Roses - Singapur - 2019: für das Album World War Joy - 2020: für die Single Something Just Like This - 2021: für das Album Sick Boy - Spanien - 2017: für die Single Paris - Vereinigte Staaten - 2014: für die Single #Selfie - 2017: für die Single All We Know - 2017: für das Album Memories…Do Not Open - 2020: für die Single Takeaway - 2021: für die Single Sick Boy - Vereinigtes Königreich - 2018: für die Single Roses - Deutschland - 2023: für die Single Paris - Mexiko - 2020: für die EP Collage - 2023: für die Single All We Know - Australien - 2019: für die Single This Feeling - 2019: für die Single Who Do You Love - Brasilien - 2023: für die Single Sick Boy - 2023: für die Single This Feeling - 2024: für die Single All We Know - Dänemark - 2023: für die Single Paris - Deutschland - 2023: für die Single Closer - Italien - 2019: für die Single Roses - Kanada - 2017: für die Single All We Know - 2020: für die Single Who Do You Love - Neuseeland - 2021: für das Album Memories…Do Not Open - 2023: für die Single This Feeling - Norwegen - 2018: für die Single Paris - Polen - 2017: für die Single Roses - Portugal - 2019: für die Single Closer - 2019: für die Single Don’t Let Me Down - Schweden - 2017: für die Single All We Know - Schweiz - 2018: für die Single Closer - 2018: für die Single Don’t Let Me Down - Vereinigte Staaten - 2019: für die EP Collage - 2020: für die Single This Feeling - 2023: für die Single Call You Mine - 2023: für die Single Who Do You Love - Vereinigtes Königreich - 2022: für die Single Paris - Mexiko - 2025: für die Single Closer | - Australien - 2018: für die Single All We Know - Belgien - 2017: für die Single Don’t Let Me Down - 2017: für die Single Closer - 2018: für die Single Something Just Like This - Brasilien - 2023: für die Single Call You Mine - 2023: für die Single Roses - 2023: für die Single Takeaway - 2023: für die Single Who Do You Love - Dänemark - 2020: für die Single Closer - 2023: für die Single Something Just Like This - 2024: für die Single Don’t Let Me Down - Deutschland - 2023: für die Single Something Just Like This - Italien - 2018: für die Single Paris - Kanada - 2019: für die Single This Feeling - 2024: für das Album Memories…Do Not Open - Neuseeland - 2024: für die Single Paris - Niederlande - 2016: für die Single Don’t Let Me Down - Norwegen - 2018: für die Single Something Just Like This - 2020: für die Single Closer - Schweden - 2014: für die Single #Selfie - Spanien - 2017: für die Single Don’t Let Me Down - 2024: für die Single Closer - Vereinigtes Königreich - 2021: für die Single Don’t Let Me Down - Mexiko - 2023: für die Single Roses - Australien - 2018: für die Single Paris - Kanada - 2024: für das Album Collage - Neuseeland - 2024: für die Single Roses - 2025: für das Album Collage - Polen - 2023: für die Single Don’t Let Me Down - Schweden - 2017: für die Single Roses - Schweiz - 2018: für die Single Something Just Like This - Vereinigte Staaten - 2021: für die Single Paris - Mexiko - 2025: für die Single Paris - Australien - 2018: für die Single Roses - Schweden - 2017: für die Single Closer - 2017: für die Single Paris - Spanien - 2024: für die Single Something Just Like This - Vereinigtes Königreich - 2024: für die Single Something Just Like This - 2024: für die Single Closer - Italien - 2018: für die Single Don’t Let Me Down - 2018: für die Single Closer - Kanada - 2018: für die Single Something Just Like This - Portugal - 2024: für die Single Something Just Like This - Schweden - 2017: für die Single Don’t Let Me Down - Vereinigte Staaten - 2022: für die Single Roses - Italien - 2018: für die Single Something Just Like This - Kanada - 2024: für die Single Paris - Neuseeland - 2025: für die Single Don’t Let Me Down - Australien - 2018: für die Single Don’t Let Me Down - Kanada - 2017: für die Single Don’t Let Me Down - 2024: für die Single Roses - Neuseeland - 2024: für die Single Closer - 2025: für die Single Something Just Like This - Schweden - 2018: für die Single Something Just Like This - Vereinigte Staaten - 2022: für die Single Closer - Australien - 2024: für die Single Something Just Like This - Australien - 2022: für die Single Closer - Brasilien - 2023: für die Single Paris - Deutschland - 2019: für die Single Don’t Let Me Down - Frankreich - 2017: für die Single Don’t Let Me Down - 2017: für die Single Closer - 2017: für die Single Something Just Like This - Mexiko - 2020: für die Single Don’t Let Me Down - 2020: für die Single Something Just Like This - Polen - 2017: für die Single Closer - 2024: für die Single Something Just Like This - Vereinigte Staaten - 2022: für die Single Something Just Like This - 2022: für die Single Don’t Let Me Down - Kanada - 2024: für die Single Closer - Mexiko - 2025: für die Single Closer - Brasilien - 2023: für die Single Closer - 2023: für die Single Don’t Let Me Down - 2023: für die Single Something Just Like This |

## Auszeichnungen nach Alben

### Bouquet
| Land/Region               | Auszeichnungen für Musikverkäufe (Land/Region, Auszeichnung, Verkäufe) | Verkäufe |
| ------------------------- | ---------------------------------------------------------------------- | -------- |
| Neuseeland (RMNZ)         | Platin                                                                 | 15.000   |
| Vereinigte Staaten (RIAA) | Gold                                                                   | 500.000  |
| Insgesamt                 | 1× Gold · 1× Platin ·                                                  | 515.000  |

### Collage
| Land/Region                  | Auszeichnungen für Musikverkäufe (Land/Region, Auszeichnung, Verkäufe) | Verkäufe  |
| ---------------------------- | ---------------------------------------------------------------------- | --------- |
| Kanada (MC)                  | 4× Platin                                                              | 320.000   |
| Mexiko (AMPROFON)            | 3× Gold                                                                | 90.000    |
| Neuseeland (RMNZ)            | 4× Platin                                                              | 60.000    |
| Vereinigte Staaten (RIAA)    | 2× Platin                                                              | 2.000.000 |
| Vereinigtes Königreich (BPI) | Silber                                                                 | 60.000    |
| Insgesamt                    | 1× Silber · 1× Gold · 11× Platin ·                                     | 2.530.000 |

### Memories…Do Not Open
| Land/Region                  | Auszeichnungen für Musikverkäufe (Land/Region, Auszeichnung, Verkäufe) | Verkäufe  |
| ---------------------------- | ---------------------------------------------------------------------- | --------- |
| Australien (ARIA)            | Gold                                                                   | 35.000    |
| Brasilien (PMB)              | Gold                                                                   | 20.000    |
| Dänemark (IFPI)              | Platin                                                                 | 20.000    |
| Frankreich (SNEP)            | Platin                                                                 | 100.000   |
| Italien (FIMI)               | Platin                                                                 | 50.000    |
| Kanada (MC)                  | 3× Platin                                                              | 240.000   |
| Mexiko (AMPROFON)            | Gold                                                                   | 30.000    |
| Neuseeland (RMNZ)            | 2× Platin                                                              | 30.000    |
| Norwegen (IFPI)              | Platin                                                                 | 20.000    |
| Polen (ZPAV)                 | Platin                                                                 | 20.000    |
| Schweden (IFPI)              | Platin                                                                 | 30.000    |
| Vereinigte Staaten (RIAA)    | Platin                                                                 | 1.000.000 |
| Vereinigtes Königreich (BPI) | Gold                                                                   | 100.000   |
| Insgesamt                    | 4× Gold · 12× Platin ·                                                 | 1.695.000 |

### Sick Boy
| Land/Region                  | Auszeichnungen für Musikverkäufe (Land/Region, Auszeichnung, Verkäufe) | Verkäufe |
| ---------------------------- | ---------------------------------------------------------------------- | -------- |
| Brasilien (PMB)              | Platin                                                                 | 40.000   |
| Dänemark (IFPI)              | Gold                                                                   | 10.000   |
| Kanada (MC)                  | Platin                                                                 | 80.000   |
| Neuseeland (RMNZ)            | Gold                                                                   | 7.500    |
| Polen (ZPAV)                 | Gold                                                                   | 10.000   |
| Singapur (RIAS)              | Platin                                                                 | 10.000   |
| Vereinigte Staaten (RIAA)    | Gold                                                                   | 500.000  |
| Vereinigtes Königreich (BPI) | Silber                                                                 | 60.000   |
| Insgesamt                    | 1× Silber · 3× Gold · 3× Platin ·                                      | 717.500  |

### World War Joy
| Land/Region               | Auszeichnungen für Musikverkäufe (Land/Region, Auszeichnung, Verkäufe) | Verkäufe |
| ------------------------- | ---------------------------------------------------------------------- | -------- |
| Australien (ARIA)         | Gold                                                                   | 35.000   |
| Brasilien (PMB)           | Platin                                                                 | 40.000   |
| Dänemark (IFPI)           | Gold                                                                   | 20.000   |
| Kanada (MC)               | Platin                                                                 | 80.000   |
| Neuseeland (RMNZ)         | Gold                                                                   | 7.500    |
| Singapur (RIAS)           | Platin                                                                 | 10.000   |
| Vereinigte Staaten (RIAA) | Gold                                                                   | 500.000  |
| Insgesamt                 | 4× Gold · 3× Platin ·                                                  | 692.500  |

## Auszeichnungen nach Singles

### #SELFIE
| Land/Region                  | Auszeichnungen für Musikverkäufe (Land/Region, Auszeichnung, Verkäufe) | Verkäufe  |
| ---------------------------- | ---------------------------------------------------------------------- | --------- |
| Australien (ARIA)            | Platin                                                                 | 70.000    |
| Brasilien (PMB)              | Gold                                                                   | 30.000    |
| Deutschland (BVMI)           | Gold                                                                   | 150.000   |
| Italien (FIMI)               | Platin                                                                 | 50.000    |
| Kanada (MC)                  | Platin                                                                 | 80.000    |
| Neuseeland (RMNZ)            | Gold                                                                   | 7.500     |
| Schweden (IFPI)              | 3× Platin                                                              | 120.000   |
| Vereinigte Staaten (RIAA)    | Platin                                                                 | 1.000.000 |
| Vereinigtes Königreich (BPI) | Silber                                                                 | 200.000   |
| Insgesamt                    | 1× Silber · 3× Gold · 7× Platin ·                                      | 1.707.500 |

### Roses
| Land/Region                  | Auszeichnungen für Musikverkäufe (Land/Region, Auszeichnung, Verkäufe) | Verkäufe  |
| ---------------------------- | ---------------------------------------------------------------------- | --------- |
| Australien (ARIA)            | 5× Platin                                                              | 350.000   |
| Belgien (BRMA)               | Gold                                                                   | 15.000    |
| Brasilien (PMB)              | 3× Platin                                                              | 180.000   |
| Dänemark (IFPI)              | Platin                                                                 | 90.000    |
| Deutschland (BVMI)           | Platin                                                                 | 400.000   |
| Italien (FIMI)               | 2× Platin                                                              | 100.000   |
| Kanada (MC)                  | 9× Platin                                                              | 720.000   |
| Mexiko (AMPROFON)            | 7× Gold                                                                | 210.000   |
| Neuseeland (RMNZ)            | 4× Platin                                                              | 120.000   |
| Niederlande (NVPI)           | Platin                                                                 | 40.000    |
| Norwegen (IFPI)              | Platin                                                                 | 40.000    |
| Österreich (IFPI)            | Gold                                                                   | 15.000    |
| Polen (ZPAV)                 | 2× Platin                                                              | 40.000    |
| Schweden (IFPI)              | 4× Platin                                                              | 160.000   |
| Schweiz (IFPI)               | Platin                                                                 | 30.000    |
| Spanien (Promusicae)         | Gold                                                                   | 20.000    |
| Vereinigte Staaten (RIAA)    | 6× Platin                                                              | 6.000.000 |
| Vereinigtes Königreich (BPI) | Platin                                                                 | 600.000   |
| Insgesamt                    | 4× Gold · 44× Platin ·                                                 | 9.130.000 |

### Until You Were Gone
| Land/Region               | Auszeichnungen für Musikverkäufe (Land/Region, Auszeichnung, Verkäufe) | Verkäufe |
| ------------------------- | ---------------------------------------------------------------------- | -------- |
| Kanada (MC)               | Platin                                                                 | 80.000   |
| Vereinigte Staaten (RIAA) | Gold                                                                   | 500.000  |
| Insgesamt                 | 1× Gold · 1× Platin ·                                                  | 580.000  |

### New York City
| Land/Region               | Auszeichnungen für Musikverkäufe (Land/Region, Auszeichnung, Verkäufe) | Verkäufe |
| ------------------------- | ---------------------------------------------------------------------- | -------- |
| Vereinigte Staaten (RIAA) | Gold                                                                   | 500.000  |
| Insgesamt                 | 1× Gold ·                                                              | 500.000  |

### Don’t Let Me Down
| Land/Region                  | Auszeichnungen für Musikverkäufe (Land/Region, Auszeichnung, Verkäufe) | Verkäufe   |
| ---------------------------- | ---------------------------------------------------------------------- | ---------- |
| Australien (ARIA)            | 9× Platin                                                              | 630.000    |
| Belgien (BRMA)               | 3× Platin                                                              | 90.000     |
| Brasilien (PMB)              | 3× Diamant                                                             | 750.000    |
| Dänemark (IFPI)              | 3× Platin                                                              | 270.000    |
| Deutschland (BVMI)           | Diamant                                                                | 1.000.000  |
| Frankreich (SNEP)            | Diamant                                                                | 233.333    |
| Italien (FIMI)               | 6× Platin                                                              | 300.000    |
| Kanada (MC)                  | 9× Platin                                                              | 720.000    |
| Mexiko (AMPROFON)            | Diamant                                                                | 300.000    |
| Neuseeland (RMNZ)            | 7× Platin                                                              | 210.000    |
| Niederlande (NVPI)           | 3× Platin                                                              | 120.000    |
| Österreich (IFPI)            | Platin                                                                 | 30.000     |
| Polen (ZPAV)                 | 4× Platin                                                              | 200.000    |
| Portugal (AFP)               | 2× Platin                                                              | 20.000     |
| Schweden (IFPI)              | 6× Platin                                                              | 240.000    |
| Schweiz (IFPI)               | 2× Platin                                                              | 40.000     |
| Spanien (Promusicae)         | 3× Platin                                                              | 120.000    |
| Vereinigte Staaten (RIAA)    | Diamant                                                                | 10.000.000 |
| Vereinigtes Königreich (BPI) | 3× Platin                                                              | 1.800.000  |
| Insgesamt                    | 61× Platin · 7× Diamant ·                                              | 17.073.333 |

### Inside Out
| Land/Region               | Auszeichnungen für Musikverkäufe (Land/Region, Auszeichnung, Verkäufe) | Verkäufe |
| ------------------------- | ---------------------------------------------------------------------- | -------- |
| Australien (ARIA)         | Gold                                                                   | 35.000   |
| Kanada (MC)               | Gold                                                                   | 40.000   |
| Vereinigte Staaten (RIAA) | Gold                                                                   | 500.000  |
| Insgesamt                 | 3× Gold ·                                                              | 575.000  |

### Closer
| Land/Region                  | Auszeichnungen für Musikverkäufe (Land/Region, Auszeichnung, Verkäufe) | Verkäufe   |
| ---------------------------- | ---------------------------------------------------------------------- | ---------- |
| Australien (ARIA)            | 20× Platin                                                             | 1.400.000  |
| Belgien (BRMA)               | 3× Platin                                                              | 90.000     |
| Brasilien (PMB)              | 3× Diamant                                                             | 750.000    |
| Dänemark (IFPI)              | 3× Platin                                                              | 270.000    |
| Deutschland (BVMI)           | 2× Platin                                                              | 800.000    |
| Frankreich (SNEP)            | Diamant                                                                | 233.333    |
| Italien (FIMI)               | 6× Platin                                                              | 300.000    |
| Kanada (MC)                  | 2× Diamant                                                             | 1.600.000  |
| Mexiko (AMPROFON)            | 2× Diamant · + 5× Gold                                                 | 750.000    |
| Neuseeland (RMNZ)            | 9× Platin                                                              | 270.000    |
| Niederlande (NVPI)           | Platin                                                                 | 40.000     |
| Norwegen (IFPI)              | 3× Platin                                                              | 180.000    |
| Österreich (IFPI)            | Platin                                                                 | 30.000     |
| Polen (ZPAV)                 | Diamant                                                                | 100.000    |
| Portugal (AFP)               | 2× Platin                                                              | 20.000     |
| Schweden (IFPI)              | 5× Platin                                                              | 200.000    |
| Schweiz (IFPI)               | 2× Platin                                                              | 40.000     |
| Spanien (Promusicae)         | 3× Platin                                                              | 240.000    |
| Vereinigte Staaten (RIAA)    | 15× Platin                                                             | 15.000.000 |
| Vereinigtes Königreich (BPI) | 5× Platin                                                              | 3.000.000  |
| Insgesamt                    | 1× Gold · 72× Platin · 10× Diamant ·                                   | 25.273.333 |

### All We Know
| Land/Region                  | Auszeichnungen für Musikverkäufe (Land/Region, Auszeichnung, Verkäufe) | Verkäufe  |
| ---------------------------- | ---------------------------------------------------------------------- | --------- |
| Australien (ARIA)            | 3× Platin                                                              | 210.000   |
| Brasilien (PMB)              | 2× Platin                                                              | 120.000   |
| Dänemark (IFPI)              | Gold                                                                   | 45.000    |
| Frankreich (SNEP)            | Gold                                                                   | 66.666    |
| Italien (FIMI)               | Platin                                                                 | 50.000    |
| Kanada (MC)                  | 2× Platin                                                              | 160.000   |
| Mexiko (AMPROFON)            | 3× Gold                                                                | 90.000    |
| Neuseeland (RMNZ)            | Platin                                                                 | 30.000    |
| Schweden (IFPI)              | 2× Platin                                                              | 80.000    |
| Schweiz (IFPI)               | Gold                                                                   | 10.000    |
| Vereinigte Staaten (RIAA)    | Platin                                                                 | 1.000.000 |
| Vereinigtes Königreich (BPI) | Silber                                                                 | 200.000   |
| Insgesamt                    | 1× Silber · 4× Gold · 14× Platin ·                                     | 2.101.666 |

### Setting Fires
| Land/Region               | Auszeichnungen für Musikverkäufe (Land/Region, Auszeichnung, Verkäufe) | Verkäufe |
| ------------------------- | ---------------------------------------------------------------------- | -------- |
| Australien (ARIA)         | Platin                                                                 | 70.000   |
| Brasilien (PMB)           | Gold                                                                   | 30.000   |
| Kanada (MC)               | Platin                                                                 | 80.000   |
| Neuseeland (RMNZ)         | Gold                                                                   | 15.000   |
| Vereinigte Staaten (RIAA) | Gold                                                                   | 500.000  |
| Insgesamt                 | 3× Gold · 2× Platin ·                                                  | 695.000  |

### Paris
| Land/Region                  | Auszeichnungen für Musikverkäufe (Land/Region, Auszeichnung, Verkäufe) | Verkäufe  |
| ---------------------------- | ---------------------------------------------------------------------- | --------- |
| Australien (ARIA)            | 4× Platin                                                              | 280.000   |
| Belgien (BRMA)               | Platin                                                                 | 30.000    |
| Brasilien (PMB)              | Diamant                                                                | 160.000   |
| Dänemark (IFPI)              | 2× Platin                                                              | 180.000   |
| Deutschland (BVMI)           | 3× Gold                                                                | 600.000   |
| Frankreich (SNEP)            | Platin                                                                 | 133.333   |
| Italien (FIMI)               | 3× Platin                                                              | 150.000   |
| Kanada (MC)                  | 7× Platin                                                              | 560.000   |
| Mexiko (AMPROFON)            | 9× Gold                                                                | 270.000   |
| Neuseeland (RMNZ)            | 3× Platin                                                              | 90.000    |
| Niederlande (NVPI)           | Gold                                                                   | 20.000    |
| Norwegen (IFPI)              | 2× Platin                                                              | 120.000   |
| Österreich (IFPI)            | Gold                                                                   | 15.000    |
| Polen (ZPAV)                 | Platin                                                                 | 50.000    |
| Portugal (AFP)               | Platin                                                                 | 10.000    |
| Schweden (IFPI)              | 5× Platin                                                              | 200.000   |
| Schweiz (IFPI)               | Gold                                                                   | 10.000    |
| Spanien (Promusicae)         | Platin                                                                 | 40.000    |
| Vereinigte Staaten (RIAA)    | 4× Platin                                                              | 4.000.000 |
| Vereinigtes Königreich (BPI) | 2× Platin                                                              | 1.200.000 |
| Insgesamt                    | 5× Gold · 42× Platin · 1× Diamant ·                                    | 8.143.333 |

### Something Just Like This
| Land/Region                  | Auszeichnungen für Musikverkäufe (Land/Region, Auszeichnung, Verkäufe) | Verkäufe   |
| ---------------------------- | ---------------------------------------------------------------------- | ---------- |
| Australien (ARIA)            | 17× Platin                                                             | 1.190.000  |
| Belgien (BRMA)               | 3× Platin                                                              | 90.000     |
| Brasilien (PMB)              | 3× Diamant                                                             | 480.000    |
| Dänemark (IFPI)              | 3× Platin                                                              | 270.000    |
| Deutschland (BVMI)           | 3× Platin                                                              | 1.200.000  |
| Frankreich (SNEP)            | Diamant                                                                | 233.333    |
| Griechenland (IFPI)          | Platin                                                                 | 20.000     |
| Italien (FIMI)               | 7× Platin                                                              | 350.000    |
| Kanada (MC)                  | 6× Platin                                                              | 480.000    |
| Mexiko (AMPROFON)            | Diamant · + Platin                                                     | 360.000    |
| Neuseeland (RMNZ)            | 8× Platin                                                              | 240.000    |
| Norwegen (IFPI)              | 3× Platin                                                              | 180.000    |
| Österreich (IFPI)            | Platin                                                                 | 30.000     |
| Polen (ZPAV)                 | Diamant                                                                | 250.000    |
| Portugal (AFP)               | 6× Platin                                                              | 60.000     |
| Schweden (IFPI)              | 9× Platin                                                              | 720.000    |
| Schweiz (IFPI)               | 4× Platin                                                              | 80.000     |
| Singapur (RIAS)              | Platin                                                                 | 10.000     |
| Spanien (Promusicae)         | 5× Platin                                                              | 300.000    |
| Vereinigte Staaten (RIAA)    | Diamant                                                                | 10.000.000 |
| Vereinigtes Königreich (BPI) | 5× Platin                                                              | 3.000.000  |
| Insgesamt                    | 83× Platin · 7× Diamant ·                                              | 19.543.333 |

### The One
| Land/Region               | Auszeichnungen für Musikverkäufe (Land/Region, Auszeichnung, Verkäufe) | Verkäufe |
| ------------------------- | ---------------------------------------------------------------------- | -------- |
| Australien (ARIA)         | Gold                                                                   | 35.000   |
| Italien (FIMI)            | Gold                                                                   | 25.000   |
| Vereinigte Staaten (RIAA) | Gold                                                                   | 500.000  |
| Insgesamt                 | 3× Gold ·                                                              | 560.000  |

### It Won’t Kill Ya
| Land/Region       | Auszeichnungen für Musikverkäufe (Land/Region, Auszeichnung, Verkäufe) | Verkäufe |
| ----------------- | ---------------------------------------------------------------------- | -------- |
| Frankreich (SNEP) | Gold                                                                   | 66.666   |
| Insgesamt         | 1× Gold ·                                                              | 66.666   |

### Honest
| Land/Region               | Auszeichnungen für Musikverkäufe (Land/Region, Auszeichnung, Verkäufe) | Verkäufe |
| ------------------------- | ---------------------------------------------------------------------- | -------- |
| Australien (ARIA)         | Gold                                                                   | 35.000   |
| Vereinigte Staaten (RIAA) | Gold                                                                   | 500.000  |
| Insgesamt                 | 2× Gold ·                                                              | 535.000  |

### Young
| Land/Region               | Auszeichnungen für Musikverkäufe (Land/Region, Auszeichnung, Verkäufe) | Verkäufe |
| ------------------------- | ---------------------------------------------------------------------- | -------- |
| Brasilien (PMB)           | Gold                                                                   | 20.000   |
| Vereinigte Staaten (RIAA) | Gold                                                                   | 500.000  |
| Insgesamt                 | 2× Gold ·                                                              | 520.000  |

### Somebody
| Land/Region               | Auszeichnungen für Musikverkäufe (Land/Region, Auszeichnung, Verkäufe) | Verkäufe |
| ------------------------- | ---------------------------------------------------------------------- | -------- |
| Australien (ARIA)         | Gold                                                                   | 35.000   |
| Brasilien (PMB)           | Platin                                                                 | 40.000   |
| Kanada (MC)               | Platin                                                                 | 80.000   |
| Neuseeland (RMNZ)         | Gold                                                                   | 15.000   |
| Vereinigte Staaten (RIAA) | Gold                                                                   | 500.000  |
| Insgesamt                 | 3× Gold · 2× Platin ·                                                  | 670.000  |

### Sick Boy
| Land/Region                  | Auszeichnungen für Musikverkäufe (Land/Region, Auszeichnung, Verkäufe) | Verkäufe  |
| ---------------------------- | ---------------------------------------------------------------------- | --------- |
| Australien (ARIA)            | Platin                                                                 | 70.000    |
| Belgien (BRMA)               | Gold                                                                   | 15.000    |
| Brasilien (PMB)              | 2× Platin                                                              | 80.000    |
| Dänemark (IFPI)              | Platin                                                                 | 90.000    |
| Deutschland (BVMI)           | Platin                                                                 | 400.000   |
| Italien (FIMI)               | Gold                                                                   | 25.000    |
| Kanada (MC)                  | Platin                                                                 | 80.000    |
| Mexiko (AMPROFON)            | Gold                                                                   | 30.000    |
| Neuseeland (RMNZ)            | Platin                                                                 | 30.000    |
| Österreich (IFPI)            | Gold                                                                   | 15.000    |
| Polen (ZPAV)                 | Platin                                                                 | 20.000    |
| Schweiz (IFPI)               | Gold                                                                   | 10.000    |
| Vereinigte Staaten (RIAA)    | Platin                                                                 | 1.000.000 |
| Vereinigtes Königreich (BPI) | Silber                                                                 | 200.000   |
| Insgesamt                    | 1× Silber · 5× Gold · 9× Platin ·                                      | 2.065.000 |

### You Owe Me
| Land/Region     | Auszeichnungen für Musikverkäufe (Land/Region, Auszeichnung, Verkäufe) | Verkäufe |
| --------------- | ---------------------------------------------------------------------- | -------- |
| Brasilien (PMB) | Gold                                                                   | 20.000   |
| Kanada (MC)     | Gold                                                                   | 40.000   |
| Insgesamt       | 2× Gold ·                                                              | 60.000   |

### Everybody Hates Me
| Land/Region               | Auszeichnungen für Musikverkäufe (Land/Region, Auszeichnung, Verkäufe) | Verkäufe |
| ------------------------- | ---------------------------------------------------------------------- | -------- |
| Brasilien (PMB)           | Gold                                                                   | 20.000   |
| Kanada (MC)               | Gold                                                                   | 40.000   |
| Polen (ZPAV)              | Gold                                                                   | 10.000   |
| Vereinigte Staaten (RIAA) | Gold                                                                   | 500.000  |
| Insgesamt                 | 4× Gold ·                                                              | 570.000  |

### Side Effects
| Land/Region               | Auszeichnungen für Musikverkäufe (Land/Region, Auszeichnung, Verkäufe) | Verkäufe |
| ------------------------- | ---------------------------------------------------------------------- | -------- |
| Australien (ARIA)         | Gold                                                                   | 35.000   |
| Brasilien (PMB)           | Platin                                                                 | 40.000   |
| Kanada (MC)               | Platin                                                                 | 80.000   |
| Polen (ZPAV)              | Platin                                                                 | 20.000   |
| Vereinigte Staaten (RIAA) | Gold                                                                   | 500.000  |
| Insgesamt                 | 2× Gold · 3× Platin ·                                                  | 675.000  |

### This Feeling
| Land/Region                  | Auszeichnungen für Musikverkäufe (Land/Region, Auszeichnung, Verkäufe) | Verkäufe  |
| ---------------------------- | ---------------------------------------------------------------------- | --------- |
| Australien (ARIA)            | 2× Platin                                                              | 140.000   |
| Brasilien (PMB)              | 2× Platin                                                              | 80.000    |
| Kanada (MC)                  | 3× Platin                                                              | 240.000   |
| Mexiko (AMPROFON)            | Gold                                                                   | 30.000    |
| Neuseeland (RMNZ)            | 2× Platin                                                              | 60.000    |
| Polen (ZPAV)                 | Gold                                                                   | 10.000    |
| Vereinigte Staaten (RIAA)    | 2× Platin                                                              | 2.000.000 |
| Vereinigtes Königreich (BPI) | Silber                                                                 | 200.000   |
| Insgesamt                    | 1× Silber · 2× Gold · 11× Platin ·                                     | 2.760.000 |

### Beach House
| Land/Region     | Auszeichnungen für Musikverkäufe (Land/Region, Auszeichnung, Verkäufe) | Verkäufe |
| --------------- | ---------------------------------------------------------------------- | -------- |
| Brasilien (PMB) | Gold                                                                   | 20.000   |
| Insgesamt       | 1× Gold ·                                                              | 20.000   |

### Hope
| Land/Region               | Auszeichnungen für Musikverkäufe (Land/Region, Auszeichnung, Verkäufe) | Verkäufe |
| ------------------------- | ---------------------------------------------------------------------- | -------- |
| Australien (ARIA)         | Gold                                                                   | 35.000   |
| Brasilien (PMB)           | Platin                                                                 | 40.000   |
| Kanada (MC)               | Platin                                                                 | 80.000   |
| Neuseeland (RMNZ)         | Platin                                                                 | 30.000   |
| Polen (ZPAV)              | Gold                                                                   | 25.000   |
| Vereinigte Staaten (RIAA) | Gold                                                                   | 500.000  |
| Insgesamt                 | 3× Gold · 3× Platin ·                                                  | 710.000  |

### Who Do You Love
| Land/Region                  | Auszeichnungen für Musikverkäufe (Land/Region, Auszeichnung, Verkäufe) | Verkäufe  |
| ---------------------------- | ---------------------------------------------------------------------- | --------- |
| Australien (ARIA)            | 2× Platin                                                              | 140.000   |
| Brasilien (PMB)              | 3× Platin                                                              | 120.000   |
| Dänemark (IFPI)              | Gold                                                                   | 45.000    |
| Kanada (MC)                  | 2× Platin                                                              | 160.000   |
| Mexiko (AMPROFON)            | Gold                                                                   | 30.000    |
| Neuseeland (RMNZ)            | Platin                                                                 | 30.000    |
| Polen (ZPAV)                 | Gold                                                                   | 10.000    |
| Vereinigte Staaten (RIAA)    | 2× Platin                                                              | 2.000.000 |
| Vereinigtes Königreich (BPI) | Gold                                                                   | 400.000   |
| Insgesamt                    | 4× Gold · 10× Platin ·                                                 | 2.935.000 |

### Do You Mean
| Land/Region     | Auszeichnungen für Musikverkäufe (Land/Region, Auszeichnung, Verkäufe) | Verkäufe |
| --------------- | ---------------------------------------------------------------------- | -------- |
| Brasilien (PMB) | Gold                                                                   | 20.000   |
| Kanada (MC)     | Gold                                                                   | 40.000   |
| Insgesamt       | 2× Gold ·                                                              | 60.000   |

### Call You Mine
| Land/Region                  | Auszeichnungen für Musikverkäufe (Land/Region, Auszeichnung, Verkäufe) | Verkäufe  |
| ---------------------------- | ---------------------------------------------------------------------- | --------- |
| Australien (ARIA)            | Platin                                                                 | 70.000    |
| Brasilien (PMB)              | 3× Platin                                                              | 120.000   |
| Dänemark (IFPI)              | Gold                                                                   | 45.000    |
| Kanada (MC)                  | Platin                                                                 | 80.000    |
| Mexiko (AMPROFON)            | Gold                                                                   | 30.000    |
| Neuseeland (RMNZ)            | Platin                                                                 | 30.000    |
| Norwegen (IFPI)              | Platin                                                                 | 60.000    |
| Polen (ZPAV)                 | Gold                                                                   | 10.000    |
| Vereinigte Staaten (RIAA)    | 2× Platin                                                              | 2.000.000 |
| Vereinigtes Königreich (BPI) | Silber                                                                 | 200.000   |
| Insgesamt                    | 1× Silber · 3× Gold · 9× Platin ·                                      | 2.645.000 |

### Takeaway
| Land/Region                  | Auszeichnungen für Musikverkäufe (Land/Region, Auszeichnung, Verkäufe) | Verkäufe  |
| ---------------------------- | ---------------------------------------------------------------------- | --------- |
| Australien (ARIA)            | Platin                                                                 | 70.000    |
| Belgien (BRMA)               | Gold                                                                   | 20.000    |
| Brasilien (PMB)              | 3× Platin                                                              | 120.000   |
| Dänemark (IFPI)              | Gold                                                                   | 45.000    |
| Deutschland (BVMI)           | Gold                                                                   | 200.000   |
| Frankreich (SNEP)            | Gold                                                                   | 100.000   |
| Italien (FIMI)               | Gold                                                                   | 35.000    |
| Kanada (MC)                  | Platin                                                                 | 80.000    |
| Mexiko (AMPROFON)            | Gold                                                                   | 30.000    |
| Neuseeland (RMNZ)            | Platin                                                                 | 30.000    |
| Polen (ZPAV)                 | Gold                                                                   | 25.000    |
| Schweiz (IFPI)               | Gold                                                                   | 10.000    |
| Vereinigte Staaten (RIAA)    | Platin                                                                 | 1.000.000 |
| Vereinigtes Königreich (BPI) | Silber                                                                 | 200.000   |
| Insgesamt                    | 1× Silber · 8× Gold · 7× Platin ·                                      | 1.965.000 |

### The Reaper
| Land/Region       | Auszeichnungen für Musikverkäufe (Land/Region, Auszeichnung, Verkäufe) | Verkäufe |
| ----------------- | ---------------------------------------------------------------------- | -------- |
| Australien (ARIA) | Platin                                                                 | 70.000   |
| Insgesamt         | 1× Platin ·                                                            | 70.000   |

### High
| Land/Region               | Auszeichnungen für Musikverkäufe (Land/Region, Auszeichnung, Verkäufe) | Verkäufe |
| ------------------------- | ---------------------------------------------------------------------- | -------- |
| Brasilien (PMB)           | Gold                                                                   | 20.000   |
| Kanada (MC)               | Gold                                                                   | 40.000   |
| Vereinigte Staaten (RIAA) | Gold                                                                   | 500.000  |
| Insgesamt                 | 3× Gold ·                                                              | 560.000  |

### Jungle
| Land/Region     | Auszeichnungen für Musikverkäufe (Land/Region, Auszeichnung, Verkäufe) | Verkäufe |
| --------------- | ---------------------------------------------------------------------- | -------- |
| Belgien (BRMA)  | Gold                                                                   | 20.000   |
| Brasilien (PMB) | Platin                                                                 | 80.000   |
| Polen (ZPAV)    | Platin                                                                 | 50.000   |
| Insgesamt       | 1× Gold · 2× Platin ·                                                  | 150.000  |

### Addicted
| Land/Region                  | Auszeichnungen für Musikverkäufe (Land/Region, Auszeichnung, Verkäufe) | Verkäufe |
| ---------------------------- | ---------------------------------------------------------------------- | -------- |
| Belgien (BRMA)               | Gold                                                                   | 20.000   |
| Griechenland (IFPI)          | Platin                                                                 | 20.000   |
| Spanien (Promusicae)         | Gold                                                                   | 30.000   |
| Vereinigtes Königreich (BPI) | Silber                                                                 | 200.000  |
| Insgesamt                    | 1× Silber · 2× Gold · 1× Platin ·                                      | 270.000  |

## Auszeichnungen nach Musikstreamings

### #SELFIE
| Land/Region     | Auszeichnungen für Musikverkäufe (Land/Region, Auszeichnung, Verkäufe) | Verkäufe  |
| --------------- | ---------------------------------------------------------------------- | --------- |
| Dänemark (IFPI) | Platin                                                                 | 2.600.000 |
| Insgesamt       | 1× Platin ·                                                            | 2.600.000 |

### Something Just Like This
| Land/Region  | Auszeichnungen für Musikverkäufe (Land/Region, Auszeichnung, Verkäufe) | Verkäufe    |
| ------------ | ---------------------------------------------------------------------- | ----------- |
| Japan (RIAJ) | Platin                                                                 | 100.000.000 |
| Insgesamt    | 1× Platin ·                                                            | 100.000.000 |

### Closer
| Land/Region  | Auszeichnungen für Musikverkäufe (Land/Region, Auszeichnung, Verkäufe) | Verkäufe    |
| ------------ | ---------------------------------------------------------------------- | ----------- |
| Japan (RIAJ) | Platin (Streaming) · + Gold (Streaming – Tokyo Remix)                  | 150.000.000 |
| Insgesamt    | 1× Gold · 1× Platin ·                                                  | 150.000.000 |

## Statistik und Quellen
| Land/RegionAuszeichnungen für Musikverkäufe (Land/Region, Auszeichnungen, Verkäufe, Quellen) | Silber     | Gold       | Platin         | Diamant       | Verkäufe   | Quellen              |
| -------------------------------------------------------------------------------------------- | ---------- | ---------- | -------------- | ------------- | ---------- | -------------------- |
| Australien (ARIA)                                                                            | —          | 10× Gold10 | 67× Platin67   | —             | 5.040.000  | aria.com.au          |
| Belgien (BRMA)                                                                               | —          | 5× Gold5   | 10× Platin10   | —             | 390.000    | ultratop.be          |
| Brasilien (PMB)                                                                              | —          | 8× Gold8   | 24× Platin24   | 10× Diamant10 | 3.440.000  | pro-musicabr.org.br  |
| Dänemark (IFPI)                                                                              | —          | 6× Gold6   | 15× Platin15   | —             | 1.400.000  | ifpi.dk              |
| Deutschland (BVMI)                                                                           | —          | 3× Gold3   | 8× Platin8     | Diamant1      | 4.750.000  | musikindustrie.de    |
| Frankreich (SNEP)                                                                            | —          | 3× Gold3   | 2× Platin2     | 3× Diamant3   | 1.166.664  | snepmusique.com      |
| Griechenland (IFPI)                                                                          | —          | —          | 2× Platin2     | —             | 40.000     | Einzelnachweise      |
| Italien (FIMI)                                                                               | —          | 3× Gold3   | 27× Platin27   | —             | 1.435.000  | fimi.it              |
| Japan (RIAJ)                                                                                 | —          | Gold1      | 2× Platin2     | —             | —          | riaj.or.jp           |
| Kanada (MC)                                                                                  | —          | 5× Gold5   | 56× Platin56   | 2× Diamant2   | 5.560.000  | musiccanada.com      |
| Mexiko (AMPROFON)                                                                            | —          | 11× Gold11 | 12× Platin12   | 4× Diamant4   | 2.250.000  | amprofon.com.mx      |
| Neuseeland (RMNZ)                                                                            | —          | 5× Gold5   | 46× Platin46   | —             | 1.327.500  | radioscope.co.nz NZ2 |
| Niederlande (NVPI)                                                                           | —          | Gold1      | 5× Platin5     | —             | 220.000    | nvpi.nl              |
| Norwegen (IFPI)                                                                              | —          | —          | 11× Platin11   | —             | 600.000    | ifpi.no              |
| Österreich (IFPI)                                                                            | —          | 3× Gold3   | 3× Platin3     | —             | 135.000    | ifpi.at              |
| Polen (ZPAV)                                                                                 | —          | 7× Gold7   | 11× Platin11   | 2× Diamant2   | 875.000    | olis.pl              |
| Portugal (AFP)                                                                               | —          | —          | 11× Platin11   | —             | 110.000    | Einzelnachweise      |
| Schweden (IFPI)                                                                              | —          | —          | 35× Platin35   | —             | 1.750.000  | sverigetopplistan.se |
| Schweiz (IFPI)                                                                               | —          | 4× Gold4   | 9× Platin9     | —             | 230.000    | hitparade.ch         |
| Singapur (RIAS)                                                                              | —          | —          | 3× Platin3     | —             | 30.000     | rias.org.sg          |
| Spanien (Promusicae)                                                                         | —          | 2× Gold2   | 12× Platin12   | —             | 750.000    | elportaldemusica.es  |
| Vereinigte Staaten (RIAA)                                                                    | —          | 15× Gold15 | 29× Platin29   | 3× Diamant3   | 66.500.000 | riaa.com             |
| Vereinigtes Königreich (BPI)                                                                 | 9× Silber9 | 2× Gold2   | 16× Platin16   | —             | 11.760.000 | bpi.co.uk            |
| Insgesamt                                                                                    | 9× Silber9 | 94× Gold94 | 416× Platin416 | 25× Diamant25 |            |                      |